# Lyon Urban Trail
Le Lyon Urban Trail ou LUT est une épreuve de trail disputée à Lyon en France. Créé en 2008, c'est le premier trail urbain de France.

## Histoire
La course voit le jour en 2008 lorsque l'agence événementielle Extra Sports, qui organise le Lyon Free VTT, a l'idée de créer une course à pied dans les rues de la ville de Lyon là où les vélos ne peuvent pas passer. La première édition a lieu le 2 novembre 2008 et voit 1 500 coureurs y prendre le départ,,,.
Au vu du succès de l'évènement, le concept de trail urbain fait des émules et d'autres villes se mettent à organiser des courses similaires, notamment à Luxembourg, Angers, Lille ou Rennes.
L'édition 2016 connaît un record de participation avec plus de 9 000 coureurs au départ.
L'édition 2020 est annulée en raison de la pandémie de Covid-19.

## Parcours
Le départ de l'épreuve principale est donné devant la cathédrale Saint-Jean. Le parcours traverse ensuite la Saône et longe le quai Tilsitt sur la Presqu'île. Il traverse à nouveau la Saône et monte jusqu'à l'Esplanade Lichfield à Sainte-Foy-lès-Lyon. Le parcours effectue ensuite le tour du fort de Sainte-Foy et traverse le parc du Brûlet. Il traverse le parc de la Visitation et le parc des Hauteurs. Le parcours remonte ensuite par la piste de la Sarra et se dirige jusqu'au fort de Vaise. Après avoir traversé une nouvelle fois la Saône, il passe à proximité du fort Saint-Jean et traverse le parc de la Cerisaie. Il rejoint ensuite la commune de Caluire-et-Cuire jusqu'au fort de Montessuy. Le parcours longe ensuite le Rhône jusqu'à l'hôtel de Ville. Le parcours emprunte ensuite le tunnel de la rue Terme dans le sens de la montée. Il traverse une dernière fois la Saône et rejoint la cathédrale Saint-Jean où est donnée l'arrivée. Il mesure 37 km pour 1 300 m de dénivelé positif et négatif.

## Vainqueurs
| Édition | Date | Hommes                                              | Hommes                                              | Hommes                                              | Femmes                                              | Femmes                                              | Femmes                                              |
| ------- | ---- | --------------------------------------------------- | --------------------------------------------------- | --------------------------------------------------- | --------------------------------------------------- | --------------------------------------------------- | --------------------------------------------------- |
|         |      | Rang                                                | Athlète                                             | Temps                                               | Rang                                                | Athlète                                             | Temps                                               |
| 1re     | 2008 | 1er                                                 | Julien Rancon                                       | 2 h 47 min 40 s                                     | 62e                                                 | Catherine Dubois                                    | 3 h 42 min 40 s                                     |
| 2e      | 2009 | 1er                                                 | Benoît Goiset                                       | 3 h 9 min 25 s                                      | 16e                                                 | Maud Giraud                                         | 3 h 38 min 20 s                                     |
| 3e      | 2010 | 1er                                                 | Emmanuel Meyssat                                    | 2 h 55 min 21 s                                     | 29e                                                 | Christiane Lacombe                                  | 3 h 30 min 55 s                                     |
| 4e      | 2011 | 1er                                                 | Emmanuel Meyssat — 2e victoire                      | 2 h 54 min 46 s                                     | 13e                                                 | Céline Lafaye                                       | 3 h 19 min 7 s                                      |
| 5e      | 2012 | 1er                                                 | Patrick Bringer                                     | 2 h 51 min 21 s                                     | 27e                                                 | Céline Lafaye — 2e victoire                         | 3 h 14 min 9 s                                      |
| 6e      | 2013 | 1er                                                 | Julien Rancon — 2e victoire                         | 2 h 31 min 59 s                                     | 27e                                                 | Silvia Serafini                                     | 2 h 58 min 24 s                                     |
| 7e      | 2014 | 1er                                                 | Sébastien Spehler                                   | 2 h 25 min 16 s                                     | 31e                                                 | Zhanna Vokueva                                      | 3 h 2 min 45 s                                      |
| 8e      | 2015 | 1er                                                 | Dimitris Theodorakakos                              | 2 h 23 min 7 s                                      | 37e                                                 | Zhanna Vokueva — 2e victoire                        | 2 h 57 min 36 s                                     |
| 9e      | 2016 | 1er                                                 | Hélio Fumo                                          | 2 h 25 min 20 s                                     | 19e                                                 | Lucie Jamsin                                        | 2 h 57 min 17 s                                     |
| 10e     | 2017 | 1er                                                 | Sébastien Spehler — 2e victoire                     | 2 h 21 min 39 s                                     | 27e                                                 | Marie-Amélie Juin                                   | 2 h 57 min 9 s                                      |
| 11e     | 2018 | 1er                                                 | Sébastien Bertrand                                  | 2 h 29 min 51 s                                     | 31e                                                 | Anna Wasik                                          | 2 h 58 min 2 s                                      |
| 12e     | 2019 | 1er                                                 | Yoan Meudec                                         | 2 h 36 min 2 s                                      | 16e                                                 | Amandine Ferrato                                    | 2 h 52 min 36 s                                     |
| -       | 2020 | Course annulée en raison de la pandémie de Covid-19 | Course annulée en raison de la pandémie de Covid-19 | Course annulée en raison de la pandémie de Covid-19 | Course annulée en raison de la pandémie de Covid-19 | Course annulée en raison de la pandémie de Covid-19 | Course annulée en raison de la pandémie de Covid-19 |
| 13e     | 2021 | 1er                                                 | Dominique Renda                                     | 2 h 37 min 57 s                                     | 30e                                                 | Victoria Thompson                                   | 3 h 16 min 0 s                                      |
| 14e     | 2022 | 1er                                                 | Fabien Carron                                       | 2 h 39 min 29 s                                     | 13e                                                 | Anne-Cécile Thévenot                                | 3 h 9 min 13 s                                      |
| 15e     | 2023 | 1er                                                 | Sébastien Spehler — 3e victoire                     | 2 h 34 min 57 s                                     | 8e                                                  | Blandine L'Hirondel                                 | 3 h 1 min 12 s                                      |
| 16e     | 2024 | 1er                                                 | Anthony Costa                                       | 2 h 43 min 10 s                                     | 107e                                                | Marine Flouret                                      | 3 h 37 min 16 s                                     |
| 17e     | 2025 | 1er                                                 | Sébastien Spehler — 4e victoire                     | 2 h 31 min 26 s                                     | 28e                                                 | Anna Mazel                                          | 3 h 9 min 12 s                                      |

## LUT by night
Quelques années après le lancement du Lyon Urban Trail, l’organisation décide proposer une édition de nuit, début novembre, le Lyon Urban Trail by Night, en 2014. Dès la première édition, ce sont plus de 4000 coureurs qui sont alignés au départ. Cet engouement s’explique par la possibilité de découvrir quelques-uns des plus beaux spots de Lyon et Sainte-Foy-Lès-Lyon, en mode nocturne. Deux formats sont disponibles lors de cette première édition. : un 13km et un 23km.    
Dès la deuxième édition, le LUT by night propose une arrivée magique dans le cadre du site antique de Fourviere.  
Les années suivantes, le LUT by Night réunit en moyenne entre 6 et 7000 coureurs.  
En 2020, conséquences de la pandémie du Covid-19, le LUT by Night est annulé.  
En 2021, la version diurne et nocturne du LUT ont lieu le même week-end début novembre au départ de la place Saint-Jean.  
En 2022, le LUT by Night retrouve son site de départ et arrivée aux théâtres antiques de Fourvière.  
En 2023, malgré une météo difficile, l’édition est maintenue.    
En 2024, pour la 10eme édition, 4 formules rallongées sont proposées : 10km, 20km, 30km et 10km randonée.

### Vainqueurs 26 km
| Édition | Date | Hommes                                                            | Hommes                                                            | Hommes                                                            | Femmes                                                            | Femmes                                                            | Femmes                                                            |
| ------- | ---- | ----------------------------------------------------------------- | ----------------------------------------------------------------- | ----------------------------------------------------------------- | ----------------------------------------------------------------- | ----------------------------------------------------------------- | ----------------------------------------------------------------- |
|         |      | Rang                                                              | Athlètes                                                          | Temps                                                             | Rang                                                              | Athlètes                                                          | Temps                                                             |
| 1re     | 2014 | 1re                                                               | Hugo Altmeyer                                                     | 1 h 44 min 51 s                                                   | 1re                                                               | Marie Dohin                                                       | 2 h 10 min 37 s                                                   |
| 2e      | 2015 | 1re                                                               | Renaud Jaillardon                                                 | 1 h 55 min 38 s                                                   | 1re                                                               | Christel Dewalle                                                  | 2 h 16 min 17 s                                                   |
| 3e      | 2016 | 1re                                                               | Thibaut Garrivier                                                 | 1 h 50 min 53 s                                                   | 1re                                                               | Marie-Amélie Juin                                                 | 2 h 26 min 17 s                                                   |
| 4e      | 2017 | 1re                                                               | Thibaut Garrivier — 2e victoire                                   | 1 h 44 min 30 s                                                   | 1re                                                               | Mathilde Guillaumot — 2e victoire                                 | 2 h 9 min 47 s                                                    |
| 5e      | 2018 | 1re                                                               | Hugo Altmeyer                                                     | 1 h 38 min 55 s                                                   | 1re                                                               | Camille Romanet-Faes                                              | 2 h 1 min 15 s                                                    |
| 6e      | 2019 | 1re                                                               | Sylvain Court                                                     | 1 h 47 min 43 s                                                   | 1re                                                               | Mathilde Guillaumot                                               | 2 h 9 min 18 s                                                    |
| -       | 2020 | Course annulée en raison de la pandémie de Covid-19               | Course annulée en raison de la pandémie de Covid-19               | Course annulée en raison de la pandémie de Covid-19               | Course annulée en raison de la pandémie de Covid-19               | Course annulée en raison de la pandémie de Covid-19               | Course annulée en raison de la pandémie de Covid-19               |
| 7e      | 2021 | Format réduit en raison de la pandémie de Covid-19 - pas de 26 km | Format réduit en raison de la pandémie de Covid-19 - pas de 26 km | Format réduit en raison de la pandémie de Covid-19 - pas de 26 km | Format réduit en raison de la pandémie de Covid-19 - pas de 26 km | Format réduit en raison de la pandémie de Covid-19 - pas de 26 km | Format réduit en raison de la pandémie de Covid-19 - pas de 26 km |
| 8e      | 2022 | 1re                                                               | Matthieu Corgier                                                  | 1 h 46 min 0 s                                                    | 1re                                                               | Jeanne Garreau                                                    | 2 h 11 min 30 s                                                   |
| 9e      | 2023 | 1re                                                               | Sébastien Spehler                                                 | 1 h 43 min 5 s                                                    | 1re                                                               | Anna Mazel                                                        | 2 h 1 min 42 s                                                    |